# Konrad Klemmer
Konrad Gerhardt Klemmer (* 25. November 1930 in Frankfurt am Main; † 28. März 2023 in Bad Homburg vor der Höhe) war ein deutscher Herpetologe. Sein Forschungsschwerpunkt war die Familie der Echten Eidechsen (Lacertidae).

## Leben
Konrad Klemmer war der Sohn von Georg und Helene Klemmer, geborene Köhler. Bereits als Jugendlicher assistierte er kurz nach Ende des Zweiten Weltkrieges als Freiwilliger für das Senckenberg Museum. 1946 wurde er Mitglied der Senckenbergischen Naturforschenden Gesellschaft (SNG). 1949 begann er an der Johann Wolfgang Goethe-Universität Frankfurt am Main ein Studium der Zoologie, Botanik, Chemie und Paläontologie. Seine akademischen Lehrer waren unter anderem Hermann Giersberg, Robert Mertens, Otto zur Strassen, Camill Montfort, Karl Egle und Rudolf Richter. Im November 1957 wurde er unter der Betreuung seines Doktorvaters Robert Mertens mit der Dissertation „Untersuchungen zur Osteologie und Taxonomie der europäischen Mauereidechsen“ zum Dr. phil. nat. promoviert. Im April 1956 wurde er als Hilfsassistent an der herpetologischen Abteilung des Senckenberg Museums angestellt, ein Jahr später wurde er Wissenschaftlicher Assistent und ab April 1962 Kurator, ein Amt, das er bis zu seinem Ruhestand im November 1995 innehatte. Klemmer widmete sich vor allem den Eidechsen. Weitere Forschungsinteressen umfassten alle europäischen Amphibien und Reptilien sowie Giftschlangen mit ihrer konvergenten Anpassung an tropische Lebensräume. Klemmer war der erste Herpetologe, der den Häutungsmechanismus von Seeschlangen untersuchte. Ferner unternahm er in den 1960er Jahren Sammelexpeditionen nach Marokko und die westliche Sahara.
Neben Mertens gehörte Klemmer 1964 zu den Gründungsmitgliedern der Deutschen Gesellschaft für Herpetologie und Terrarienkunde und ihrer Zeitschrift Salamandra. Von 1968 bis 1982 war Klemmer Vorsitzender dieser Gesellschaft. 1964 wurde er Direktor der Senckenberg-Schule, der einzigen Berufsschule in Deutschland, in der Technische Assistenten für naturkundliche Museen und Forschungsinstitute ausgebildet werden.
Nach dem Beitritt der Bundesrepublik Deutschland zum Washingtoner Artenschutzabkommen (CITES) im Jahr 1976 richtete das Bundesamt für Ernährung und Forstwirtschaft einen wissenschaftlichen Beirat ein, der als Beratungs- und Sachverständigengremium in allen Belangen des Artenschutzes fungierte. Klemmer war Gründungsmitglied und bis 1992 gewählter Vorsitzender des Gremiums. In dieser Eigenschaft war er auch deutsches Delegationsmitglied der CITES-Konferenzen von Neu-Delhi (1981) bis Kyoto (1992).
Klemmer übernahm von Wolfgang Klausewitz das Ressort Öffentlichkeitsarbeit der Senckenbergischen Naturforschenden Gesellschaft, nachdem dieser 1987 in den Ruhestand ging. Nach dem Ausscheiden Klemmers aus dem aktiven Museumsdienst wurden Gunther Köhler (Leiter der Herpetologischen Abteilung), Michael Türkay (Direktor der Senckenberg-Schule) und Peter Königshof (Leiter Öffentlichkeitsarbeit) seine Nachfolger.
Klemmer beschrieb zwei Reptilienarten, 1967 gemeinsam mit Robert Mertens und Ilja Sergejewitsch Darewski (1924–2009) die Elburs-Bergotter  (Montivipera latifii) und 1994 gemeinsam mit Gunther Köhler die Leguanart Ctenosaura flavidorsalis aus Guatemala.
Drei Arten von Reptilien sind nach ihm benannt: Argyrophis klemmeri, Lygodactylus klemmeri und Phelsuma klemmeri.